# Mensa agonistica
Mensa agonistica è un affresco rinvenuto nella villa di Publio Fannio Sinistore nell'agro pompeiano e custodito al Museo archeologico nazionale di Napoli.

## Storia
L'affresco venne realizzato intorno al 60 a.C. e ornava la parete sud del peristilio della villa di Publio Fannio Sinistore. Fu ritrovato tra il 1894 e il 1895 durante gli scavi archeologici che interessano l'abitazione, staccato dalla sua collocazione originale insieme al resto delle pitture che decoravano la stanza e conservato momentaneamente alla stazione di Boscoreale per poi essere trasferito al Museo archeologico di Napoli.

## Descrizione
Nell'affresco è raffigurato un tavolo caratterizzato da quattro gambe a tronco di piramide capovolto e scanalate e su cui poggiano alcuni oggetti. Dalla sinistra, dopo un mazzo di rami di palma, un tenia di color pavonazzetto, a cui segue una patera in oro cesellata che è poggiata a un vaso d'oro con corpo di forma ovale, collo e ansa allungati e un piede che si lega al resto del corpo con decorazioni di foglie d'acanto; segue quindi un'altra tenia di colore più chiara, una teca di colore rossa chiusa da un coperchio a forma di tetto circolare con pomo centrale e nel quale è inserita una corona di foglie d'ulivo in oro e altre due tenie, una di colore verde e una di colore pavonazzetto: eccetto l'ultima che risulta arrotolata, tutte le altre sono in parte sciolte e scendono lungo il tavolo. Alla destra dell'opera è un cratere a volute di colore giallo chiaro: il corpo dalla forma ovale è decorato con baccellature, mentre l'orlo è abbellito con ovoli cesellati.